# L'Aviateur
El aviador es el primer relato del escritor francés Antoine de Saint-Exupéry (1900-1944). En 1926 la publicó en El buque de dinero, la revista en la que Jean Prévost era secretario de redacción.
La fuerza del relato de Saint Exupéry tiende a una riqueza profunda de tonos con los cuales describe sus impresiones. Voló desde una edad muy joven. Esta experiencia de vuelo y sus cualidades de escritor materializan las impresiones que los aviadores pudieron sentir, sobre todo en los comienzos de la aeronáutica:

Azotada por el viento de la hélice, la hierba hasta veinte metros hacia atrás parece fluir. El piloto, con un movimiento de su muñeca, desencadena o retiene la tormenta.

El ruido se hincha ya en repetidas ocasiones hasta que se convierte en un medio denso, casi sólido, donde el cuerpo se encuentra encerrado. Cuando el piloto se siente en él llenar todo lo que ha incumplido, piensa: «Esto es bueno», entonces la parte posterior de los dedos, toca la cabina: nada vibra. Disfruta de que esta energía se condense. Se inclina: «Adiós mis amigos...». Por este adiós en el alba se arrastran enormes sombras. Pero el umbral del salto de más de tres mil kilómetros, el conductor ya está lejos de ellos:... Mira el capó negro apoyado en el cielo, a contraluz, en obús. Detrás de la hélice tiembla un paisaje de gasa.

Ahora el motor está al ralentí. Se desenreda de los apretones de manos como de las amarras, las últimas. El silencio es extraño cuando la presilla del cinturón y las dos correas del paracaídas, y luego, cuando un movimiento de los hombros, ajustan su cuerpo a la cabina. Esta es la misma partida: una vez que uno es de otro mundo. Una última mirada a los diales del horizonte, estrechos pero expresivos. Se devuelve, con cuidado, el altímetro a cero. Una última mirada hacia las alas gruesas y cortas, un guiño: «Eso será...», aquí libre. Después de haber rodado lentamente con el viento de frente la mandó a él el acelerador, el motor, la descarga de polvo, las bengalas, el avión, atrapado en la hélice. Oscurece. El primero salta sobre el cojín de aire elástico y el piloto, que mide la respuesta de control de velocidad, se extiende en ellos, siente que se engrandece.
Battue par le vent de l'hélice, l'herbe jusqu'à vingt mètres en arrière semble couler. Le pilote, d'un mouvement de son poignet, déchaîne ou retient l'orage.

Le bruit s'enfle maintenant dans les reprises répétées jusqu'à devenir un milieu dense, presque solide, où le corps se trouve enfermé. Quand le pilote le sent combler en lui tout ce qu'il y a d'inassouvi, il pense: «C'est bien» puis, du revers des doigts, frôle la carlingue: rien ne vibre. Il jouit de cette énergie si condensée. Il se penche: «Adieu mes amis...» Pour cet adieu dans l'aube ils traînent des ombres immenses. Mais au seuil de ce bond de plus de trois mille kilomètres, le pilote est déjà loin d'eux:... Il regarde le capot noir appuyé sur le ciel, à contre-jour, en obusier. Derrière l'hélice un paysage de gaze tremble.

Le moteur tourne maintenant au ralenti. On dénoue les poignées de main comme des amarres, les dernières. Le silence est étrange quand on agrafe sa ceinture et les deux courroies du parachute, puis quand d'un mouvement des épaules, du buste on ajuste à son corps la carlingue. C'est le départ même: dès lors on est d'un autre monde. Un dernier coup d'œil au tablier, horizon de cadrans, étroit mais expressif — on ramène, soigneux, l'altimètre au zéro — un dernier coup d'œil aux ailes épaisses et courtes, un signe de la tête: «Ça va...», le voilà libre. Ayant roulé lentement vent debout il tire à lui la manette des gaz, le moteur, décharge de poudre, s'embrase, l'avion, happé par l'hélice; fonce. Les premiers bonds sur l'air élastique s'amortissent et le pilote, qui mesure sa vitesse aux réactions des commandes, se propage en elles, se sent grandir.

La materialización de las impresiones es señalada en la descripción que nos hace sobre la instalación del piloto en su avión:

El silencio es extraño cuando su clip para el cinturón y las dos correas del paracaídas, luego, cuando un movimiento de los hombros, busto su cuerpo ajustarse a la cabina.
Le silence est étrange quand on agrafe sa ceinture et les deux courroies du parachute, puis quand d'un mouvement des épaules, du buste on ajuste à son corps la carlingue.

Juega con las metáforas al comparar el viento de la hélice con un río por la descripción de los movimientos del pasto:

Azotada por el viento de la hélice, la hierba hasta veinte metros hacia atrás parece fluir.
Battue par le vent de l'hélice, l'herbe jusqu'à vingt mètres en arrière semble couler.

Más lejos esta descripción de la sensación física del aire se vuelve sólida:

Mira el capó negro apoyado en el cielo.
Il regarde le capot noir appuyé sur le ciel.

Sin ser una obra mayor, El aviador revela la calidad y el humanismo del escritor que alcanza lo universal con El principito.
- Datos: Q3202763